# Ariadne Oliver
Ariadne Oliver är en fiktiv person i detektivromaner av Agatha Christie. Oliver är deckarförfattare och vän till Hercule Poirot. Hon assisterar Poirot i några av de fall han arbetar med.

## Böcker med Ariadne Oliver
- 1936 - Korten på bordet (Cards on the Table)
- 1952 - Mrs McGinty är död (Mrs McGinty's Dead)
- 1956 - Död mans fåfänga (Dead Man's Folly)
- 1961 - Den gula hästen (The Pale Horse)
- 1966 - Tredje flickan (Third Girl)
- 1969 - Mord på Allhelgonadagen (Hallowe'en Party)
- 1972 - Långa skuggor (Elephants Can Remember)

## Filmatiseringar
Första gången Ariadne Oliver syntes på TV var 1982, i ett avsnitt av The Agatha Christie Hour, då gestaltad av Lally Bowers. I en filmatisering från 1986 av Död mans fåfänga spelade Jean Stapleton Ariadne Oliver och Peter Ustinov Poirot. Zoë Wanamaker spelade åren 2005-2013 Ariadne Oliver i sex avsnitt av tv-serien Agatha Christie's Poirot, med David Suchet i huvudrollen som Hercule Poirot.
I den kommande tysk-svenska TV-serien Agatha Christies Sven Hjerson kommer Olivers litterära figur Sven Hjerson, den finlandssvenske detektiven, att vara huvudperson. Serien filmas delvis på Åland. Inspelningen började i Mariehamn i december 2020. Premiären på C More är planerad till hösten 2021.